# Lista de deputados estaduais do Pará da 5.ª legislatura
Essa é uma lista de deputados estaduais do Pará eleitos para o período 1963-1967. 37 deputados.

## Composição das bancadas
| Partido | Líder                 | Bancada | Posição      |
| ------- | --------------------- | ------- | ------------ |
| PSD     | Amilcar Moreira       | 17 / 37 | Governo      |
| PTB     | Flávio Cezar Franco   | 9 / 37  | Governo      |
| PSP     | Victor Hilário da Paz | 4 / 37  | Oposição     |
| UDN     | Nagib Mutran          | 4 / 37  | Oposição     |
| PR      | José Cyriaco Sampaio  | 3 / 37  | Independente |

## Deputados estaduais
| Número | Deputados estaduais eleitos           | Partido | Votação | Percentual | Cidade onde nasceu    | Unidade federativa |
| 41352  | Acindino Pinheiro de Campos           | PSD     | 2.535   | 0,65%      | Curuçá                | Pará               |
| 14801  | Alfredo Jacob Gantuss                 | PTB     | 3.222   | 0,83%      | São Miguel do Guamá   | Pará               |
| 41191  | Altino Sílvio da Costa                | PSD     | 2.723   | 0,70%      | Tucuruí               | Pará               |
| 41682  | Álvaro Calilo Kzan                    | PSD     | 6.721   | 1,73%      | Jacundá               | Pará               |
| 46946  | Américo Carneiro Brasil               | PSP     | 3.345   | 0,86%      | Belém                 | Pará               |
| 41662  | Amilcar Moreira                       | PSD     | 3.601   | 0,92%      | Cametá                | Pará               |
| 20356  | Antonino da Rocha Leonardo            | PR      | 4.818   | 1,24%      | Paragominas           | Pará               |
| 41598  | Arnaldo Moraes                        | PSD     | 4.917   | 1,26%      | Alenquer              | Pará               |
| 14315  | Benedicto Monteiro                    | PTB     | 5.488   | 1,41%      | Alenquer              | Pará               |
| 20845  | Dário Veloso de Oliveira Dias         | PR      | 2.139   | 0,55%      | Viseu                 | Pará               |
| 41442  | Dionysio Octávio Bentes de Carvalho   | PSD     | 3.467   | 0,89%      | Capanema              | Pará               |
| 14931  | Dulcídio de Oliveira Costa            | PTB     | 2.056   | 0,53%      | Monte Alegre          | Pará               |
| 22118  | Eládio Corrêa Lobato                  | UDN     | 2.885   | 0,74%      | Igarapé-Miri          | Pará               |
| 41491  | Fernando de Jesus Gurjão Sampaio      | PSD     | 2.818   | 0,72%      | Capanema              | Pará               |
| 14428  | Flávio Cezar Franco                   | PTB     | 2.873   | 0,74%      | Belém                 | Pará               |
| 14780  | Geraldo Manso Palmeira                | PTB     | 2.817   | 0,72%      | Belém                 | Pará               |
| 22859  | Gerson Peres                          | UDN     | 2.594   | 0,66%      | Cametá                | Pará               |
| 41423  | Hélio Gueiros                         | PSD     | 2.411   | 0,62%      | Fortaleza             | Ceará              |
| 41873  | Henrique Santa Helena Corrêa          | PSD     | 2.875   | 0,74%      | Redenção              | Pará               |
| 14701  | João Luiz dos Reis                    | PTB     | 2.047   | 0,52%      | Moju                  | Pará               |
| 20982  | José Ciríaco Gurjão Sampaio           | PR      | 1.163   | 0,30%      | Novo Repartimento     | Pará               |
| 41276  | José Manuel Reis Ferreira             | PSD     | 3.440   | 0,88%      | Tailândia             | Pará               |
| 14700  | José Maria Lins de Vasconcelos Chaves | PTB     | 2.319   | 0,59%      | Moju                  | Pará               |
| 22726  | Lourenço Alves de Lemos               | UDN     | 3.133   | 0,80%      | Itaituba              | Pará               |
| 22123  | Nagib Mutran                          | UDN     | 4.281   | 1,10%      | Marabá                | Pará               |
| 41132  | Ney Carneiro Brasil                   | PSD     | 3.629   | 0,93%      | Curuçá                | Pará               |
| 41214  | Ney Rodrigues Peixoto                 | PSD     | 3.363   | 0,86%      | Campos dos Goytacazes | Rio de Janeiro     |
| 14975  | Osvaldo Brabo de Carvalho             | PTB     | 2.225   | 0,57%      | Muaná                 | Pará               |
| 41231  | Péricles Guedes de Oliveira           | PSD     | 3.826   | 0,98%      | Belém                 | Pará               |
| 41638  | Raimundo Teixeira Noleto              | PSD     | 4.853   | 1,25%      | Miracema do Tocantins | Tocantins          |
| 41488  | Rodolpho Chermont Jr                  | PSD     | 4.194   | 1,08%      | Belém                 | Pará               |
| 14853  | Romeu Santos                          | PTB     | 1.619   | 0,41%      | Belém                 | Pará               |
| 41916  | Sandoval Cerdeira Bordallo            | PSD     | 3.030   | 0,78%      | Soure                 | Pará               |
| 41296  | Santino Sirotheau Corrêa              | PSD     | 2.905   | 0,74%      | Santarém              | Pará               |
| 46732  | Simpliciano Fernandes de Medeiros Jr  | PSP     | 2.353   | 0,60%      | Igarapé-Miri          | Pará               |
| 46179  | Ubaldo Campos Correia                 | PSP     | 4.144   | 1,06%      | Santarém              | Pará               |
| 46571  | Victor Hilário da Paz                 | PSP     | 2.552   | 0,65%      | Santarém              | Pará               |